# Gerrit van Dorssen

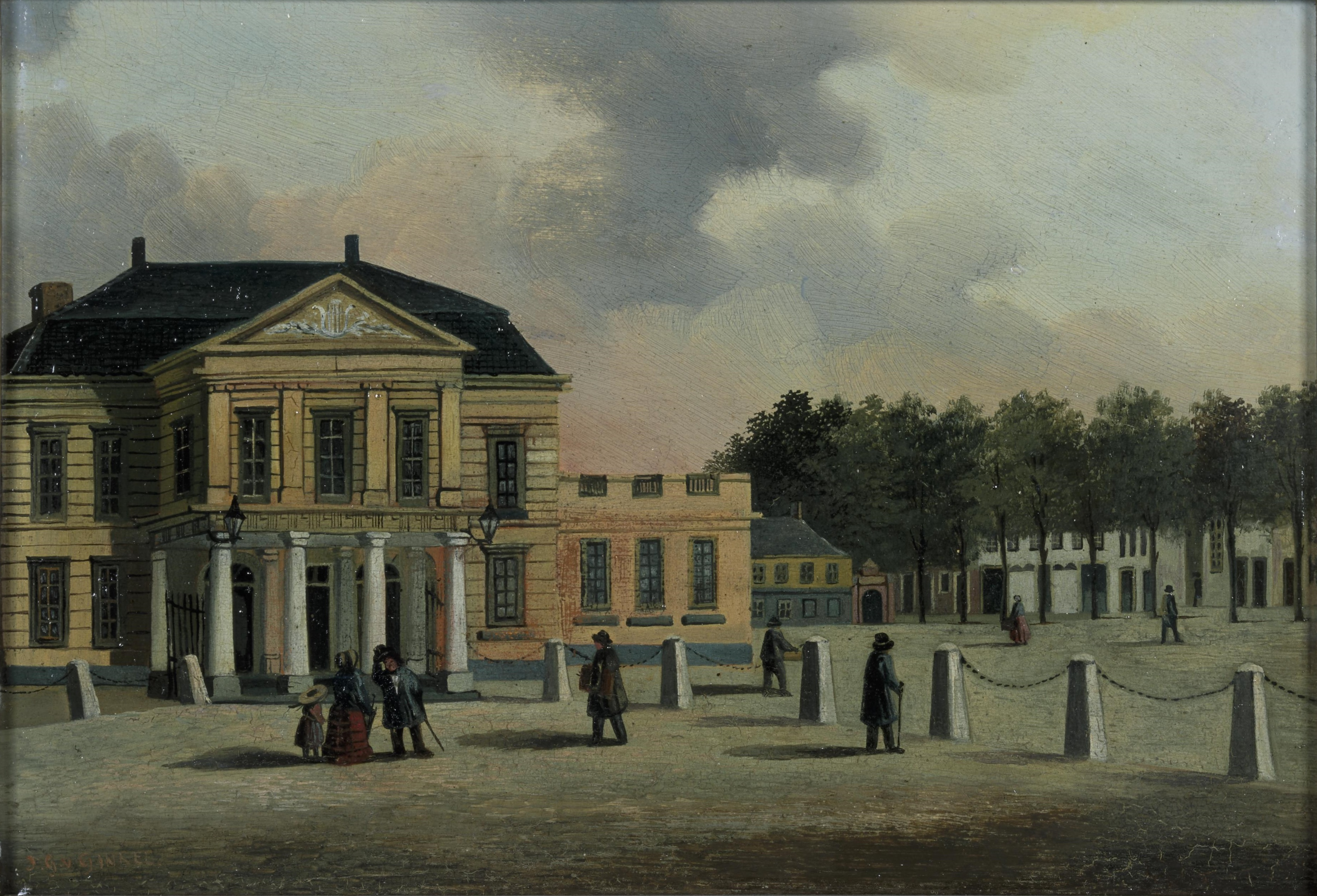
De tweede schouwburg op het Vreeburg uit 1821. Schilderij van Johan Godfried van Ginkel, rond 1860 vervaardigd, collectie Centraal Museum Utrecht

Gerrit van Dorssen (Utrecht 1750 - Utrecht 30 november 1821) was een Nederlands bouwkundige.
Hij was de zoon van Cornelis van Dorsen en Alida van Ingen. In 1771 trouwde hij in Utrecht, waar hij als meestertimmerman werkzaam was, met Jacoba Koning. In 1777 solliciteerde Van Dorssen vergeefs naar de post van stadsbouwmeester in Zwolle.
In het Utrechts Archief bevinden zich een hele reeks aan hem toegeschreven tekeningen voor feestdecoraties. In 1786 zou hij diverse elegante erepoorten en illuminaties bij de Burgersociëteit Concordia op de Mariaplaats hebben ontworpen ter gelegenheid van het patriotse Alliantiefeest. In 1798 maakte hij een paar projecten voor een vrijheidsbeeld op de Neude. Ook een tweetal schetsen voor erepoorten van later datum, mogelijk gedacht ter ere van Napoleon, zijn misschien van zijn hand.
Het hoofdwerk van Van Dorssen vormden zijn beide Schouwburgen op het Vreeburg, die van 1796 (in 1808 afgebrand), en die van 1821 (in 1881 zeer drastisch vernieuwd). Verder was hij mogelijk betrokken bij de bouw van de Cavalleriekazerne in 1807, een verbouwing van het Dolhuis in 1807, restauratieplannen van de Domtoren rond de eeuwwisseling, en veranderingen van de stadswallen en grachten kort voor zijn dood.